# Lillian Gish
Pour les articles homonymes, voir Gish.
Lillian Diana Gish, née le 14 octobre 1893 et morte le 27 février 1993, est une actrice, réalisatrice, et scénariste américaine, une des vedettes féminines les plus marquantes du cinéma muet avec Mary Pickford et Gloria Swanson. Sa carrière s'étend sur 75 ans, de 1912, dans des courts métrages muets, à 1987. Elle était surnommée la « Première Dame du cinéma américain », et on lui attribue des techniques pionnières fondamentales du jeu d'acteur au cinéma. En 1999, l'American Film Institute la classe « 17e actrice de légende » dans sa liste AFI's 100 Years... 100 Stars.
Ayant joué sur scène avec sa sœur lorsqu'elle était enfant, Gish est une actrice de cinéma de premier plan de 1912 aux années 1920, étant particulièrement associée aux films du réalisateur D. W. Griffith. Cela inclut son rôle principal dans le film le plus rentable de l'époque du muet, Naissance d'une nation (1915). Ses autres films et rôles majeurs de cette période sont Intolérance (1916), Le Lys brisé (1919), À travers l'orage (1920), Les Deux Orphelines (1921), La Bohème (1926) et Le Vent (1928).
Au début de l'arrivée du cinéma parlant, elle revient sur scène et n'apparaît plus qu'occasionnellement au cinéma, notamment dans des rôles principaux bien connus dans le western Duel au soleil (1946) et le thriller La Nuit du chasseur (1955). Elle est nommée à l'Oscar de la meilleure actrice dans un second rôle pour Duel au soleil. Elle tient également des seconds rôles majeurs dans Le Portrait de Jennie (1948), Un mariage (1978), et Sweet Liberty (1986).
Elle est également très présente à la télévision du début des années 1950 jusqu'aux années 1980 et prend sa retraite après avoir joué aux côtés de Bette Davis et Vincent Price dans le film Les Baleines du mois d'août (1987). Au cours de ses dernières années, elle devient une ardente défenseure de l'appréciation et de la conservation du cinéma muet. Bien qu'elle soit mieux connue pour son travail cinématographique, elle est également une comédienne de théâtre accomplie et est intronisée au American Theater Hall of Fame (en) en 1972. En 1971, elle reçoit un Oscar d'honneur pour l'ensemble de sa carrière, ainsi qu'un Kennedy Center Honor pour sa contribution à la culture américaine à travers les arts du spectacle en 1982.

## Biographie

### Enfance
Lillian Gish est née le 14 octobre 1893 à Springfield (Ohio),. Issue par sa mère d'une famille anglaise émigrée en Amérique en 1632 et alliée à des immigrants écossais, irlandais et français, Lillian Gish compte parmi ses ancêtres le douzième président américain, Zachary Taylor. Elle naît de l'union de James Leigh Gish et de Mary Robinson Mc Connel. Son père quitte le foyer alors qu'elle est encore une enfant. Elle et sa jeune sœur Dorothy Gish restent alors avec leur mère, qui exerce à New York la profession de vendeuse dans un magasin. La famille vit dans la pauvreté et sa mère, sur le conseil d'une amie, décide de devenir actrice de théâtre pour mieux subvenir aux besoins de son ménage. Elle s'expose ainsi au déshonneur dans une société encore corsetée, se déclassant en quelque sorte.
Vers 1902, Lillian Gish commence à jouer au théâtre, dans des rôles d'enfants, en compagnie de sa jeune sœur, Dorothy Gish. Elle joue ainsi plusieurs années avec une compagnie itinérante, et participe même à une tournée avec Sarah Bernhardt.

### Débuts au cinéma

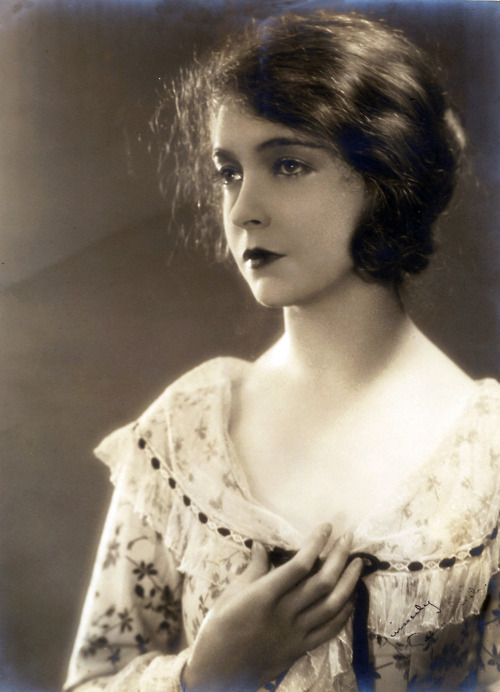
Lillian Gish photographiée par Ruth Harriet Louise.

Lillian et Dorothy Gish débutent au cinéma en 1912, recommandées par Mary Pickford, déjà vedette, à son réalisateur D. W. Griffith, s'exposant ainsi au déshonneur dans le milieu théâtral. Les sœurs demeurent ensuite dans l'équipe du cinéaste. Lillian Gish montre dans chaque film où elle apparaît ses talents d'actrice.
C'est alors l'ère des directeurs de films américains, inaugurée par Griffith et une poignée d'autres. Ceux-ci, en auteurs complets, gèrent leurs tournages comme les directeurs de théâtre itinérant de l'époque, suivant de près les éléments de la production (décors, costumes, scénario et acteurs…). Si la paye est meilleure que pour les planches, la vedette d'un jour devient figurante le lendemain et le nom des interprètes n'apparaît pas encore au générique. Le nom du metteur en scène, en revanche, est indiqué. La cohésion de ces troupes est telle que lorsque Griffith change de studio, ses collaborateurs le suivent pour la plupart.
C'est pour Lillian Gish et les autres pionniers du cinéma américain une époque merveilleuse de formation et de création, sans star-system ni contrainte financière excessive. Gish, Blanche Sweet, Mae Marsh entre autres se partagent les rôles féminins. Les futures personnalités d'Hollywood se forment sur les tournages : Mack Sennett, W. S. Van Dyke, Raoul Walsh, Elmo Lincoln, etc. Bientôt survient le séisme de Naissance d'une nation, le film qui a transformé Hollywood en industrie, où elle est Elsie Stoneman, jeune fille nordiste enlevée par des esclaves affranchis. C'est elle qui berce le bébé entre chaque épisode du monumental Intolérance, incarnant la mère de l'humanité. Parmi les chefs-d'œuvre qui suivent, on peut citer Le Lys brisé, À travers l'orage ou Les Deux Orphelines, entre autres.
Tragédienne juvénile, héroïne pure et courageuse, Lillian Gish devient grâce aux mélodrames flambloyants de Griffith la Duse de l'écran. Cependant la rumeur vivace qui attribue à Griffith l'invention du gros plan en l'honneur de sa muse est fausse. La comédienne dirige également un film, Remodeling Her Husband, avec sa sœur Dorothy comme interprète, en 1920.

### L'ère des sociétés de production

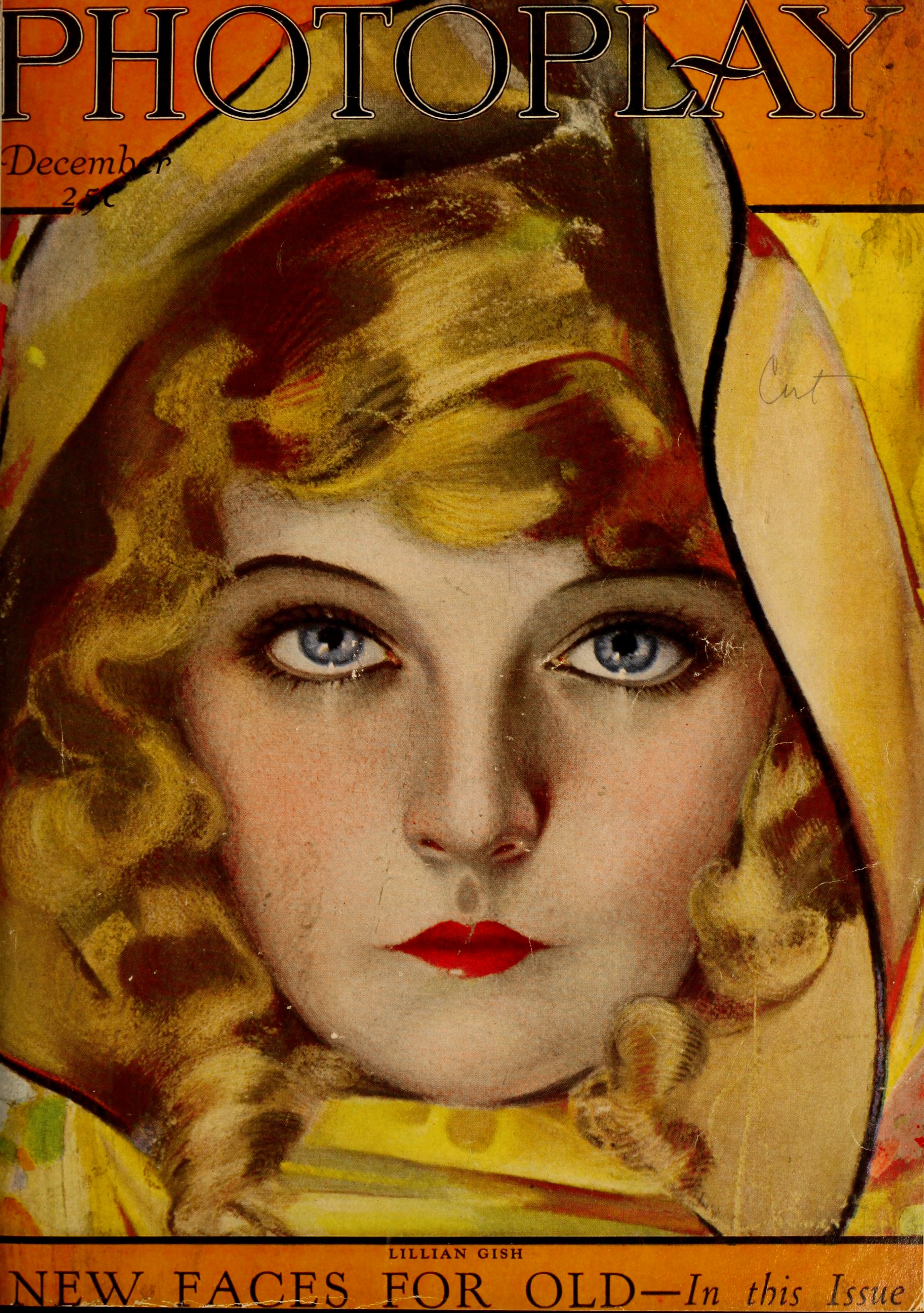
Lillian Gish en couverture de la revue Photoplay de décembre 1921.

Le développement des sociétés de production et du star system relègue progressivement les réalisateurs au second plan. Une nouvelle génération s'impose. Lillian Gish et Griffith rompent leur collaboration artistique : son mentor conseille à l'actrice de diversifier sa carrière tandis qu'il entame un lent et pénible déclin.
Pour la compagnie Inspiration, Gish joue avec succès une religieuse dans Dans les laves du Vésuve et une dame de la Renaissance italienne dans Romola, les deux signés Henry King - Lillian Gish et le réalisateur Henry King choisissent le britannique Ronald Colman, alors inconnu, pour le rôle masculin principal. Ses producteurs refusent ensuite son projet d'adaptation de Roméo et Juliette tournée à Vérone même, sous prétexte que le nom de Shakespeare fait fuir les Américains. 
Elle accepte les propositions royales de la MGM et de son patron Louis B. Mayer, qui s'est enrichi grâce aux droits d'exploitation de Naissance d'une nation. Elle devient la première vedette de la société de production, libre de choisir ses sujets, ses metteurs en scène et ses partenaires. Elle inaugure ce nouvel engagement en jouant le rôle de Mimi dans La Bohème de King Vidor. Malgré le succès et la qualité de cette production, la MGM entame discrètement une campagne de presse destinée à détruire la carrière de sa coûteuse et indépendante vedette. Louise Brooks a parfaitement raconté la chose : opposée à John Gilbert, nouveau jeune premier (et amoureux de sa partenaire tout comme le réalisateur King Vidor), dans La Bohème, une certaine presse, commanditée par Mayer, insinue que le bouillant débutant vieillit le jeu de Gish. La même presse compare Lillian Gish à Barbara La Marr (pour laquelle Louis Mayer éprouvait un profond penchant), juste promue vamp de la société de production, en Milady dans Les Trois Mousquetaires. Là encore la comparaison tourne au désavantage de Lillian Gish, que l'on s'ingénie à enterrer vivante.
Lillian Gish réussit encore à monter et jouer deux films réalisés par le Suédois Victor Sjöström, La Lettre écarlate, adaptation du célèbre roman de Nathaniel Hawthorne et surtout Le Vent, film inspiré d'un roman de Dorothy Scarborough. Aujourd'hui considéré comme un des sommets de l'art muet, Le Vent verra sa sortie sabordée et sera un échec commercial.
Il faudra que la mère de Gish, malade, réclame la présence de sa fille pour que la MGM lui propose un nouveau film. Mais ce sera un navet, qu'elle ne pourra refuser de tourner à son retour, tout étant prêt pour démarrer. Après cela, l'actrice jette l'éponge : son contrat est rompu et Mayer la remplace dans Anna Karénine par Greta Garbo, une actrice de vingt ans ne maîtrisant pas l'anglais. Gish n'avait que trente ans lorsque son propre employeur la représenta vieille, laide et triste auprès du public.

### Le retrait du cinéma
Pourtant Lillian Gish ne manque pas de propositions à Hollywood. Des soucis l'éloignent de l'écran et elle privilégie désormais la scène où elle a débuté si jeune. Elle reviendra à partir des années 1940 sur le grand écran dans des seconds rôles parfois marquants. Duel au soleil marque ses retrouvailles avec son ancien prétendant, le metteur en scène King Vidor. Elle y retrouve également Lionel Barrymore, qui fut son partenaire chez Griffith. Dans Le Vent de la plaine de John Huston, le réalisateur n'en revient pas de la voir tirer plus vite que Burt Lancaster. Elle s'illustre aussi dans La Toile d'araignée de Vincente Minnelli et dans Les Comédiens de Peter Glenville avec Elizabeth Taylor et Richard Burton.
En 1955, Charles Laughton, avec La Nuit du chasseur, lui offre un rôle à sa mesure. Elle y joue une femme pure et courageuse. Robert Altman plus tard lui rendra un hommage « vibrant » (elle joue la morte) dans Un mariage. Dans Les Baleines du mois d'août, son dernier film, de l'Anglais Lindsay Anderson, Gish donne la réplique à une autre légende : Bette Davis.
Dans sa carrière cinématographique, Lillian Gish avouait deux regrets, deux projets longtemps caressés : l'adaptation de Peter Pan pour laquelle elle avait reçu l'accord de l'auteur, et une Jeanne d'Arc mise en scène par le français Abel Gance.

### Carrière théâtrale

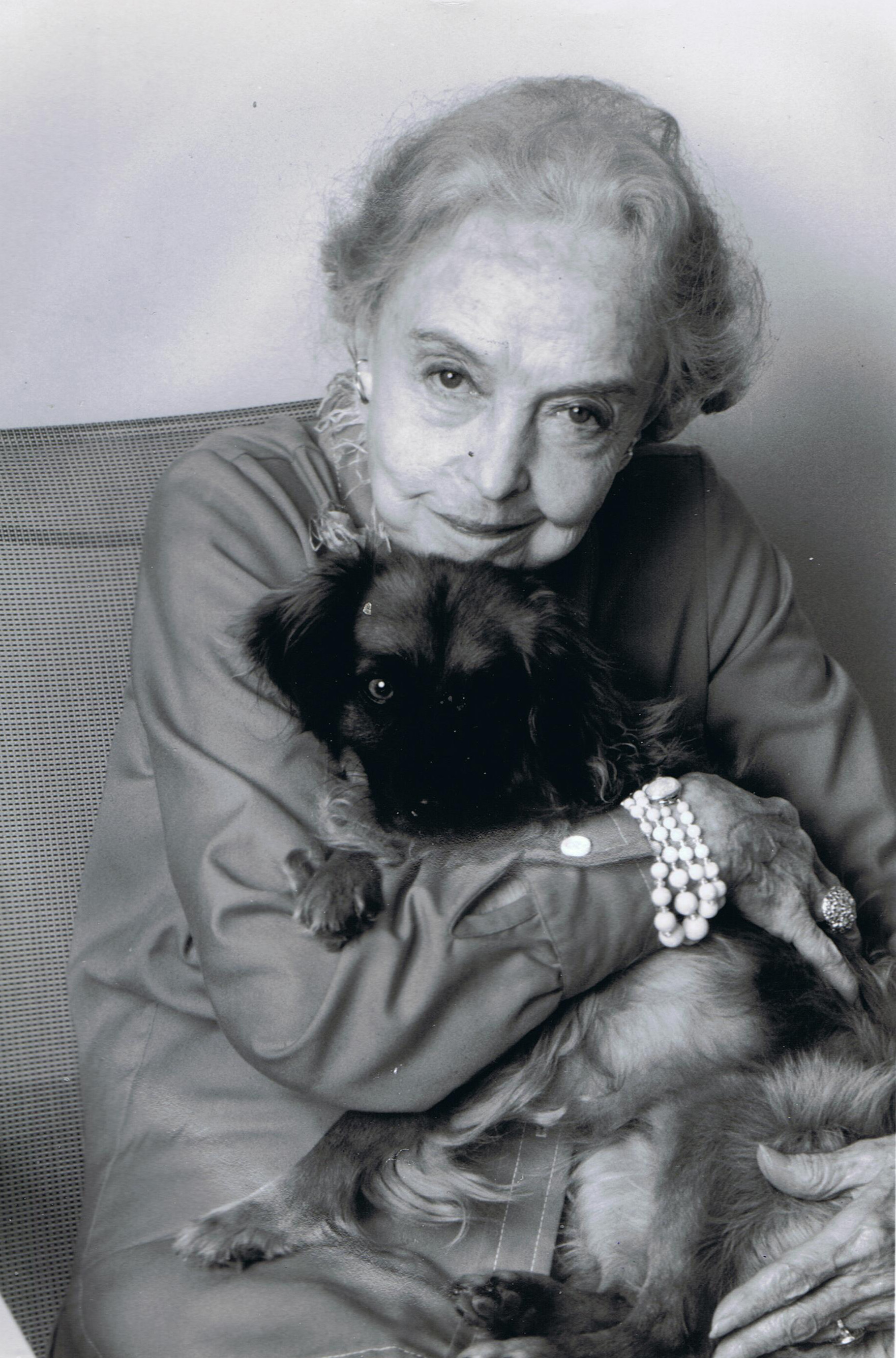
Lillian Gish à Paris en 1983.

À Broadway, entre 1913 et 1976, elle participe à dix-neuf productions (notamment : Oncle Vania d'Anton Tchekhov à deux reprises, en 1930 et 1973, une opérette en 1965, une comédie musicale - sa dernière apparition à Broadway - en 1975 et 1976.
Comédienne exigeante, toujours à la recherche de nouveauté, Lillian Gish interprète Lizzie Borden, accusée d'avoir tué à coups de hache son père et sa belle-mère, mais est empêchée, à son grand regret, de créer (en 1941) Arsenic et vieilles dentelles que les producteurs lui ont proposé.
Lillian Gish s'éteint presque centenaire le 27 février 1993 à New York.

## Influence
Au faîte de sa gloire, l'actrice américaine a rencontré de nombreuses personnalités et inspiré des artistes et des écrivains. Francis Scott Fitzgerald par exemple était un de ses plus grands fans. Parmi les pionnières du cinéma, elle est sans conteste une de celles qui lui apportèrent le plus. Elle a aussi beaucoup œuvré pour la conservation des films muets, au contraire de son amie Mary Pickford, qui entreprit de détruire ses propres films par peur du ridicule.

## Hommages

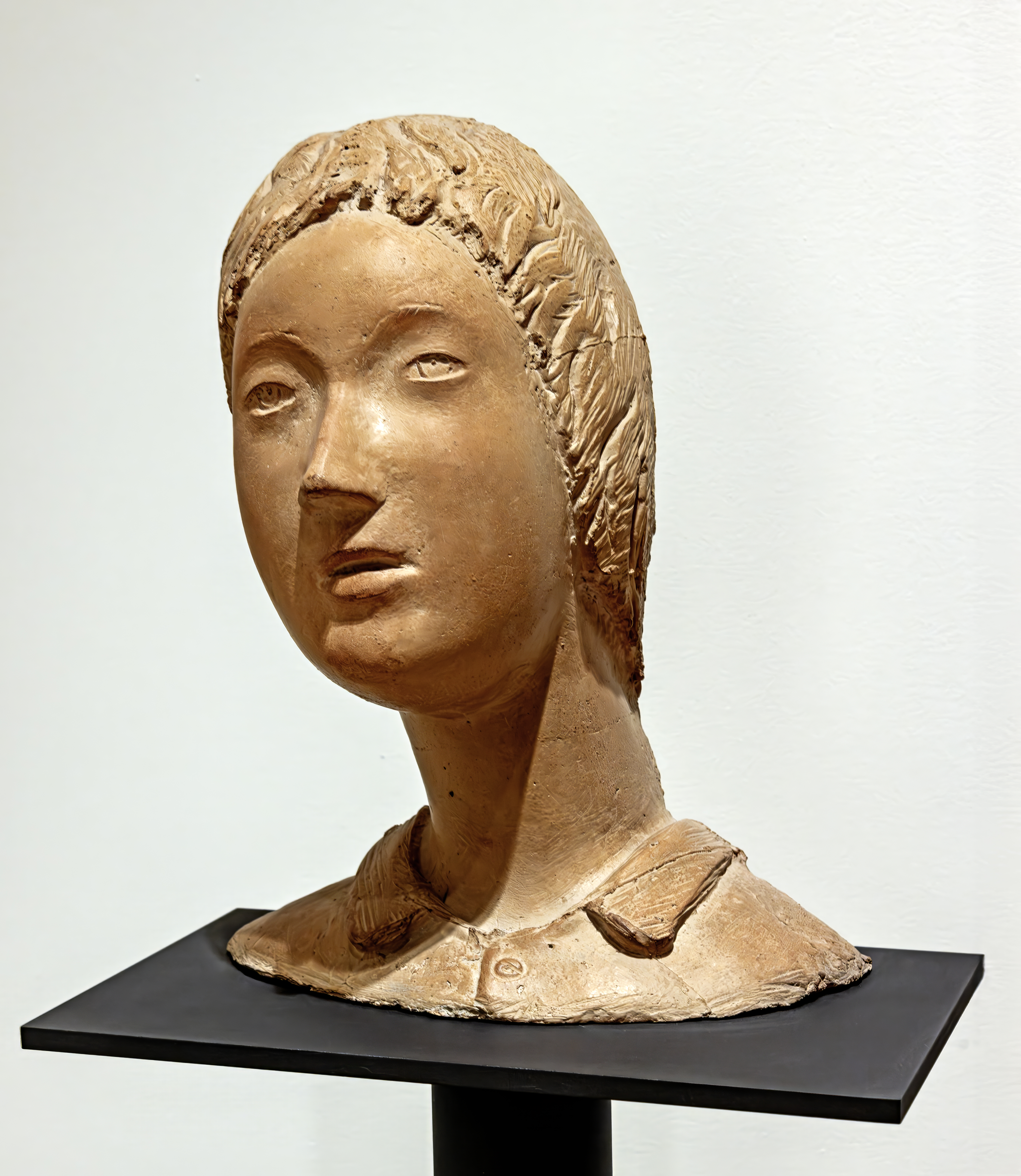
Portrait de Lillian Gish par Arturo Martini Ca' Pesaro Venise

- Le sculpteur Arturo Martini a fait son portrait en 1913 ; il est conservé au palais Ca' Pesaro à Venise.
- Le groupe pionnier de Rock alternatif, The Smashing Pumpkins, donna le nom Gish à leur premier album paru en 1991.
- Un groupe de rock belge lui rendit hommage en portant son nom : Lillian Gish.
- En 1983, Jeanne Moreau réalise Lillian Gish, documentaire sur l'actrice.
- Une étoile lui est consacrée sur le Walk of Fame d'Hollywood.
- En 1973, François Truffaut lui dédie (ainsi qu'à sa sœur Dorothy) son film La Nuit américaine.

## Décoration
- Commandeure de la Légion d'honneur

## Filmographie partielle

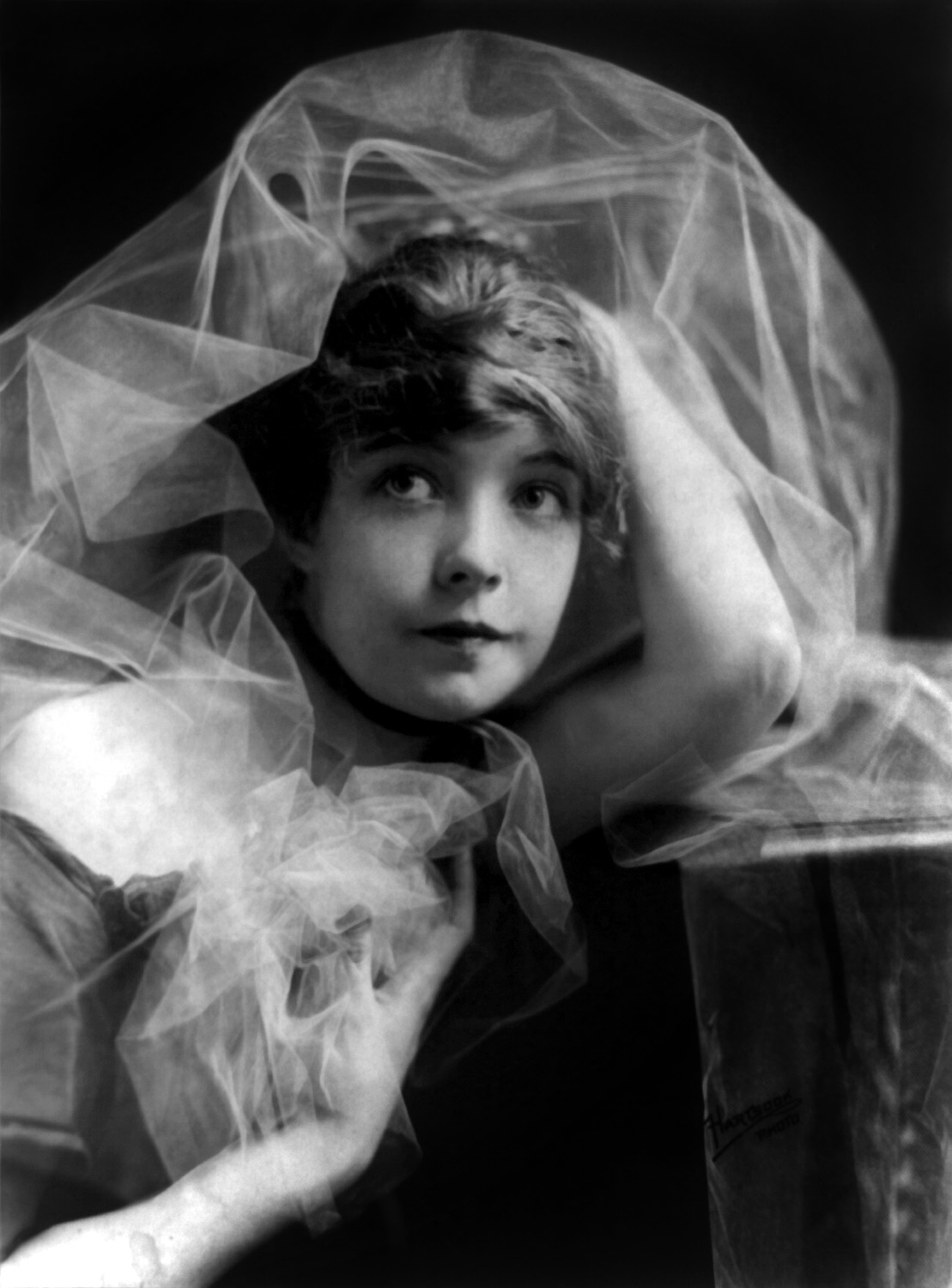
Lillian Gish en 1915. Hartsook Photo.

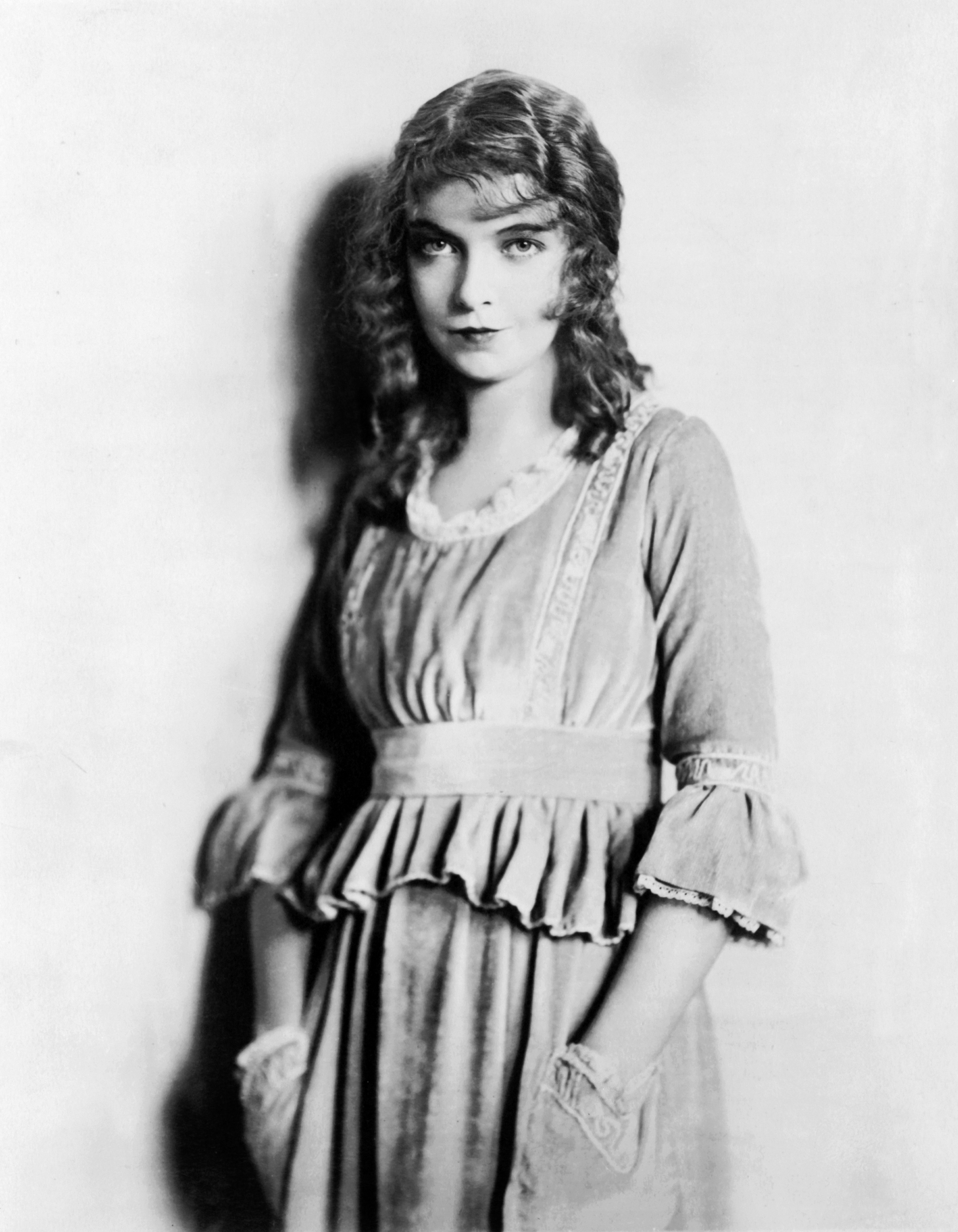
Lillian Gish en 1920

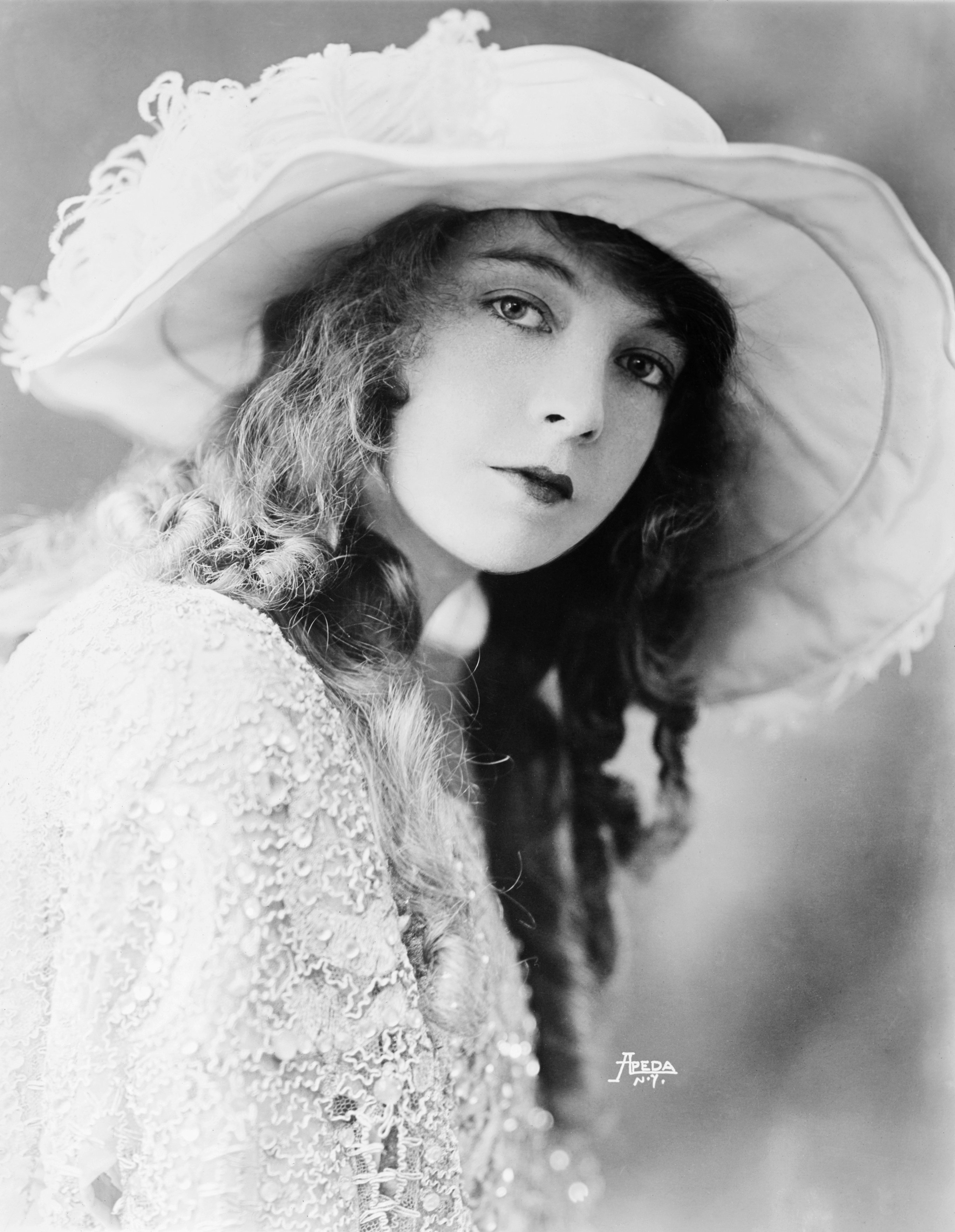
Lillian Gish en 1921

- 1912 : L'Invisible Ennemi de D. W. Griffith
- 1912 : Two Daughters of Eve de D. W. Griffith
- 1912 : So Near, Yet So Far de D. W. Griffith
- 1912 : Cœur d'apache (The Musketeers of Pig Alley) de D. W. Griffith
- 1912 : Le Chapeau de New York (The New York Hat) de D. W. Griffith
- 1912 : The Burglar's dilemma de D. W. Griffith
- 1913 : The Mothering Heart de D. W. Griffith
- 1913 : An Indian's Loyalty
- 1914 : Judith de Béthulie (Judith of Bethulia) de D. W. Griffith
- 1914 : The Battle of the Sexes de D. W. Griffith
- 1914 : The Quicksands de Christy Cabanne
- 1914 : Home, Sweet Home de D. W. Griffith
- 1915 : Naissance d'une nation (The Birth of the Nation) de D. W. Griffith
- 1915 : Enoch Arden de Christy Cabanne
- 1915 : Captain Macklin de John B. O'Brien
- 1915 : Le Lys et la Rose (The Lily and the Rose) de Paul Powell
- 1916 : Daphne and the Pirate de Christy Cabanne
- 1916 : An Innocent Magdalene d'Allan Dwan
- 1916 : Intolérance (Intolerance) de D. W. Griffith
- 1916 : Diane of the Follies de Christy Cabanne
- 1917 : Souls Triumphant de John B. O'Brien
- 1918 : Cœurs du monde (Hearts of the World) de D. W. Griffith
- 1918 : À côté du bonheur (The Great Love) de D. W. Griffith
- 1918 : Une fleur dans les ruines (The Greatest Thing in Lif) de D. W. Griffith
- 1919 : Le Roman de la vallée heureuse (A Romance of Happy Valley) de D. W. Griffith
- 1919 : Le Lys brisé (Broken Blossoms) de D. W. Griffith
- 1919 : Le Pauvre Amour (True Heart Susie) de D. W. Griffith
- 1919 : Justice (The Greatest Question) de D. W. Griffith
- 1920 : À travers l'orage (Way Down East) de D. W. Griffith
- 1921 : Les Deux orphelines (Orphans of the Storm) de D. W. Griffith
- 1923 : Dans les laves du Vésuve (The White Sister) d'Henry King
- 1924 : Romola d'Henry King : Romola
- 1925 : Ben-Hur (Ben-Hur: A Tale of the Christ) de Fred Niblo (non créditée)
- 1926 : La Bohème de King Vidor : Mimi
- 1926 : La Lettre écarlate (The Scarlet Letter) de Victor Sjöström
- 1927 : Le Signal de feu (Annie Laurie) de John S. Robertson
- 1927 : L'Ennemie (The Enemy) de Fred Niblo
- 1928 : Le Vent (The Wind) de Victor Sjöström
- 1930 : One Romantic Night de Paul L. Stein
- 1933 : His Double Life d'Arthur Hopkins
- 1942 : Le commando frappe à l'aube (Commandos strike at dawn) de John Farrow
- 1943 : Top Man de Charles Lamont
- 1946 : Le Bel Espoir (Miss Susie Slagle's) de John Berry
- 1946 : Duel au soleil (Duel in the Sun) de King Vidor
- 1948 : Le Portrait de Jennie (Portrait of Jennie) de William Dieterle
- 1955 : la Toile d'araignée (The Cobweb) de Vincente Minnelli
- 1955 : La Nuit du chasseur (The Night of the Hunter) de Charles Laughton
- 1958 : Ordres de tuer (Orders to Kill) d'Anthony Asquith
- 1960 : Le Vent de la plaine (The Unforgiven) de John Huston
- 1966 : Demain des hommes (Follow Me, Boys!) de Norman Tokar
- 1967 : La Nuit des assassins (Warning Shot) de Buzz Kulik
- 1967 : Les Comédiens (The Comedians) de Peter Glenville
- 1978 : Un mariage (A Wedding) de Robert Altman
- 1986 : Sweet Liberty d'Alan Alda
- 1987 : Les Baleines du mois d'août (The Whales of August) de Lindsay Anderson

## Théâtre à Broadway
- 1913 : Un bon petit diable (A Good Little Devil), pièce adaptée par Austin Strong, d'après Rosemonde Gérard et Maurice Rostand, avec Mary Pickford, Edward Connelly, Etienne Girardot, Ernest Truex
- 1930 : Oncle Vania (Uncle Vanya), pièce d'Anton Tchekhov, avec Walter Connolly, Eduardo Ciannelli
- 1932 : Camille, pièce adaptée par Robert Edmond Jones, Edna et Delos Chappell, d'après La Dame aux camélias d'Alexandre Dumas fils, avec Cora Witherspoon, Frederick Worlock
- 1933 : Nine Pine Street, pièce de John Colton et Carlton Miles
- 1934 : The Joyous Season, pièce de Philip Barry, avec Jane Wyatt
- 1934-1935 : Within the Gates, pièce de Seán O'Casey, mise en scène par Melvyn Douglas
- 1936 : Hamlet, pièce de William Shakespeare, avec Judith Anderson, Arthur Byron, John Emery, John Gielgud, Ivan Triesault
- 1937-1938 : The Star-Wagon, pièce de Maxwell Anderson, avec Russell Collins, Howard Freeman, Burgess Meredith, Mildred Natwick, Edmond O'Brien, Kent Smith
- 1939 : Dear Octopus, pièce de Dodie Smith, avec Jack Hawkins
- 1942 : Mr Sycamore, pièce de Ketti Frings (en) d'après Robert Ayre, avec Russell Collins, Stuart Erwin, Enid Markey
- 1947-1948 : Crime et Châtiment (Crime and Punishment), pièce adaptée par Rodney Ackland (en), d'après Crime et Châtiment de Fiodor Dostoïevski, avec John Gielgud, Alexander Scourby, Vladimir Sokoloff
- 1950 : The Curious Savage, pièce de John Patrick, avec Isobel Elsom
- 1953 : The Trip to Bountiful (en), pièce d'Horton Foote, mise en scène par Vincent J. Donehue, avec Eva Marie Saint, Jo Van Fleet, Frank Overton (adaptée au cinéma en 1985)
- 1960-1961 : All the Way Home (en), pièce de Tad Mosel, d'après le roman Une mort dans la famille (A Death in the Family) de James Agee, mise en scène d'Arthur Penn, avec Thomas Chalmers, Aline MacMahon
- 1963 : Too True to be Good, pièce de George Bernard Shaw, avec Cedric Hardwicke
- 1965 : Anya, opérette, musique et lyrics de Robert Wright et George Forrest
- 1968 : I never sang for my Father de Robert Anderson, mise en scène d'Alan Schneider, costumes de Theoni V. Aldredge, avec Hal Holbrook, Alan Webb, Teresa Wright (adaptée au cinéma en 1970)
- 1973 : Oncle Vania (Uncle Vanya), pièce d'Anton Tchekhov mise en scène par Mike Nichols, avec Julie Christie, Cathleen Nesbitt, George C. Scott
- 1975-1976 : A Musical Jubilee, comédie musicale de Max Wilk

## Publication
- Lillian Gish et Ann Pinchot, Le cinéma, Mister Griffith et moi. éd Robert Laffont, Paris, 1987, 359 p. (éd. originale (en) The movies, Mr Griffith and me, 1969)